# Enamillus rectus
Enamillus rectus är en skalbaggsart som beskrevs av Peter Geoffrey Allsopp 1989. Enamillus rectus ingår i släktet Enamillus och familjen Melolonthidae. Inga underarter finns listade i Catalogue of Life.